# 鹿臺遺址
鹿臺遺址是中华人民共和国河南省鹤壁市淇滨区钜桥镇刘寨村与申寨村之间的新石器时代遺址。2000年9月25日，鹿臺遺址入選第三批河南省文物保护单位。